# 이시방 초상
이시방 초상(李時昉 肖像)은 대전광역시 유성구, 대전선사박물관에 있는 조선시대의 초상화이다. 2006년 12월 29일 대한민국의 보물 제1482호로 지정되었다.

## 개요
이시방(李時昉, 1594-1660)은 인조반정(仁祖反正)의 주역들인 연평부원군(延平府院君) 이귀 (李貴, 1557-1633)의 차자(次子)이자 연양부원군(延陽府院君) 이시백(李時白, 1581-1660)의 동생이다. 이시방은 아버지와 형을 따라 1623년의 30세 때 인조반정에 참여하여 정사공신(靖社功臣) 2등으로 연성군(延城君)에 봉해지고, 이후 여러 차례 판서(判書)를 지낸 뒤 현종(顯宗) 즉위년(1659) 가을에 판의금부사(判義禁府事)를 지냈다.
현재 대전의 후손가에 전하는 이시방의 영정은 모두 6점인데, 본래는 이시방의 후손들이 세거(世居)하던 홍성(洪城)의 사당(祠堂)에서 주로 봉안해오던 것들이라고 한다. 먼저 1623년의 인조반정에 참여하여 정사공시에 녹훈되던 30세 때의 젊은 모습을 그린 것이 3점인데, 이 중에서 관복본(官服本) 전신상(全身像) 1점은 17세기 초반의 전형적인 공신도상(功臣圖像)의 형식과 화법을 보여주고 있기 때문에 이것이 바로 이시방의 정사공신상(靖社功臣像) 원작으로 생각된다.
그리고 이와 도상(圖像)이 같은 반신소상(半身小像) 1점은 훗날 연평부원군(延平府院君) 이귀(李貴)의 祠宇가 있는 공주(公州) 목동면(木洞面)의 盛峰書社(盛峰書院)에 李時昉 像을 모시기 위해서 이 功臣像의 일부를 다소 거칠고 조악하게 모사(摹寫)한 것이라고 생각된다. 또 1점의 유지(油紙) 초본(草本)은 이 흉상(胸像)을 그릴 때 전신상(全身像)에서 떠냈던 초본(草本)이 아닌가 생각된다.
또 다른 한 종류의 영정 3점은 얼굴 모습이 거의 동일한 노년상(老年像)인데, 2점은 종이에 그린 흉상(胸像) 초본(草本)이고, 나머지 1본은 이 초본(草本)을 토대로 하여 비단에 그린 정본(正本)의 반신상(半身像)이다.
이 중 17세기 공신 도상의 양식을 잘 보여주고 있는 《관복본 전신상》에 대해서만 보물로 지정한다.

## 같이 보기
- 이시방 초상 일괄 - 대전광역시 유형문화재 제38호

## 참고 자료
- 이시방 초상 - 국가유산청 국가유산포털